# Thuy Trang
Thuy Trang (Saigon, 14 de dezembro de 1973 - San Francisco, 3 de setembro de 2001) foi uma atriz norte-americana de origem vietnamita. Ela é mais conhecida por seu papel como Trini Kwan, a primeira Ranger Amarela do seriado Mighty Morphin Power Rangers e Kali em O Corvo: A Cidade dos Anjos, sequência de O Corvo com Brandon Lee. Sua vida foi tragicamente interrompida, aos 27 anos, devido uma hemorragia interna provocada por um acidente de carro em 3 de setembro de 2001, perto de São Francisco.

## Biografia
Descendente de chinesas e francesas, sendo a terceira de quatro irmãos, Thuy Trang nasceu em 14 de dezembro de 1973 no Vietnã do Sul. Filha do engenheiro Ky que serviu na Guerra do Vietnã, no exercito República do Vietnã (ARVN), o batalhão de seu pai foi enfraquecendo, e acabou sem munição ou apoio aéreo durante uma batalha. Ele então decidiu retornar para sua casa e buscar sua família, mas a rota havia sido bloqueada pelo exército do Vietnã do Norte. Temendo por sua vida, ele fugiu do Vietnã do Sul e recebeu asilo político nos Estados Unidos. Infelizmente, sendo incapaz de seguir, toda a sua família - esposa, dois filhos e duas filhas - ficou para trás.
Em 1979, aos 6 anos de idade, ela e sua família  deixaram o Vietnã e embarcaram secretamente em um carro com centenas de outros sul-vietnamitas perseguidos em destino ao cargueiro para Hong Kong,  na esperança de que eventualmente eles pudessem viajar para a América. Trang estava tão doente que os outros passageiros queriam jogá-la ao mar para economizar comida e água para os saudáveis. Mas sua mãe, Be, lutou para salvar Trang, afastando a multidão e alimentando à força sua filha inconsciente. Ao chegar a Hong Kong, o pai de Thuy foi contatado e ele solicitou ao governo dos Estados Unidos pedido de asilo político para sua família. Antes de irem para a América, eles primeiro navegaram para os campos de detenção de Hong Kong, após algum tempo vivendo em um severo campo de detenção, no final, Thuy e sua família chegaram à América e ela se reuniu com seu pai em 1980, em Little Saigon, Califórnia.
Thuy cresceu como refugiada vietnamita nos Estados Unidos, mas, como a maioria dos jovens imigrantes, conseguiu se adaptar ao novo idioma e cultura. Devido sua origem era uma poliglota, fluente em vietnamita e cantonês e sabia falar francês. Aos nove anos de idade, seu pai instruiu a praticar kung-fu para fins de autodefesa, ganhando uma faixa preta aos 13 anos. Quando ela estava no final da adolescência, seu pai morreu de câncer. Ela também tinha uma cachorra chamada de Nia. Depois, formou-se na Banning High School, conseguiu uma bolsa de estudos para engenharia civil na Universidade da Califórnia em Irvine (UCI), com o objetivo de seguir a mesma profissão que seu pai e irmãos mais velhos.

## Carreira
Parecia que Thuy estava destinada a seguir os passos de sua família na engenharia até que em uma aula introdutória de atuação na UCI alguns amigos apresentaram Trang a um jovem agente de talentos que se ofereceu para representar Trang, em 1992, e conseguiu um papel em um anúncio de serviço público sobre racismo e apesar de ser budista, trabalhou em um comercial de cientologia. Seu grande destaque veio em Mighty Morphin Power Rangers, onde disputou com mais de 500 garotas que fizeram o teste para o papel. Em 1994, Thuy deixou o programa para realizar outros projetos, com Austin St. John e Walter E. Jones, como Cyberstrike, Act of Courage incluindo o foco em longas-metragens, Children of Merlin, da Landmark Entertainment, que incluiria outros da série de TV Power Rangers, mas nunca foi concretizado. Nos anos 2000, estava trabalhando no piloto The Adventures of Tracie Z, piloto que nunca foi concretizado. Originalmente, Thuy Trang (Trini), Austin St. John (Jason) e Walter Jones (Zack) iriam participar do primeiro filme de Power Rangers, mas não estavam desde que foram liberados após disputas com seus contratos. Em um concurso de 2004 da ABC Family, Jason (Austin), Trini (Thuy) e Kimberly (Amy Jo) foram eleitos os melhores Rangers vermelho, amarelo e rosa de todos os tempos.
Através do caça-talentos que conheceu, ela conseguiu pequenos papéis em outros comerciais de televisão antes de seu primeiro grande papel em 1993, quando atuou como Trini Kwan, a Ranger Amarela, no elenco original do seriado Mighty Morphin Power Rangers.
Trang se juntou ao elenco dos Power Rangers depois de filmar o piloto, substituindo a atriz Audri Dubois. Em sua audição foi com Jason David Frank, que seria escalado como o Ranger Verde. Ela se mudou para um apartamento em West Hollywood, e dirigia,  até Valencia para as filmagens de Mighty Morphin que começariam às 6h30 e terminariam 12 horas depois.
Trang participou do programa por uma temporada e meia. Ela deixou o seriado juntamente com Austin St. John e Walter Emanuel Jones, de quem era amiga, e foi substituída por Karan Ashley. Ela então atuou como Kali, uma das vilãs principais do filme O Corvo: Cidade dos Anjos, em 1996.

## Morte
Trang morreu no dia 3 de setembro de 2001, perto de São Francisco em um acidente de carro, que havia colidido com um penhasco na estrada e capotado várias vezes antes de passar por cima de um trilho. Thuy morreu a caminho do hospital depois de sofrer vários ferimentos internos devido à tragédia. Ela tinha 27 anos. Trang e a atriz/modelo Angela Rockwood - de quem Trang seria dama de honra - sofreram o acidente enquanto viajavam pela interestadual 5 entre São Francisco e Los Angeles. A motorista, outra dama de honra, perdeu o controle do carro, que desviou violentamente, atravessando a pista antes de bater contra a beira da estrada em uma pedra e capotar diversas vezes batendo no guard rail e mergulhando sobre o banco. Rockwood sobreviveu depois de ser expulsa do veículo por uma janela antes de seu impacto final, tendo sofrido ferimentos gravíssimos. Ela ficou tetraplégica. Não se sabe se Trang ou a motorista usavam cintos de segurança. A motorista sobreviveu ao acidente. Trang, no entanto, morreu antes de chegar ao hospital, devido aos ferimentos internos que ela sofreu.
O corpo de Trang foi cremado uma semana depois, no dia 10 de setembro, e suas cinzas foram enterradas no Rose Hills Memorial Park, em Whittier, Califórnia. Seus colegas de Power Rangers, Amy Jo Johnson, Austin St. John, David Yost e Walter Emanuel Jones compareceram ao funeral para prestar respeitos à colega de elenco. Outro ator da série, Jason David Frank (Tommy), não pode participar devido à morte de seu irmão mais velho, Erik, mas mesmo assim enviou suas condolências à família de Trang.
O episódio "Circuit Unsure" do Power Rangers Time Force foi dedicado à memória de Trang.

## Filmografia
- 2008: Power Rangers: Operation Overdrive - Trini Kwan (flashback - Episódios "Uma Vez Ranger, Sempre Um Ranger, Partes 1 & 2 - creditada apenas)
- 2004: Power Rangers: Dino Thunder - Trini Kwan (flashback - Episódio "Legado de Poder" - creditada apenas)
- 1996: O Corvo: Cidade dos Anjos - Kali
- 1993-1994: Mighty Morphin Power Rangers - Trini Kwan

## Curiosidades
- Sua origem étnica consistia em nacionalidades vietnamitas, chinesas e francesas. Ela era fluente em vietnamita e cantonês e sabia falar francês.[4]